# Roggendorf-Haus

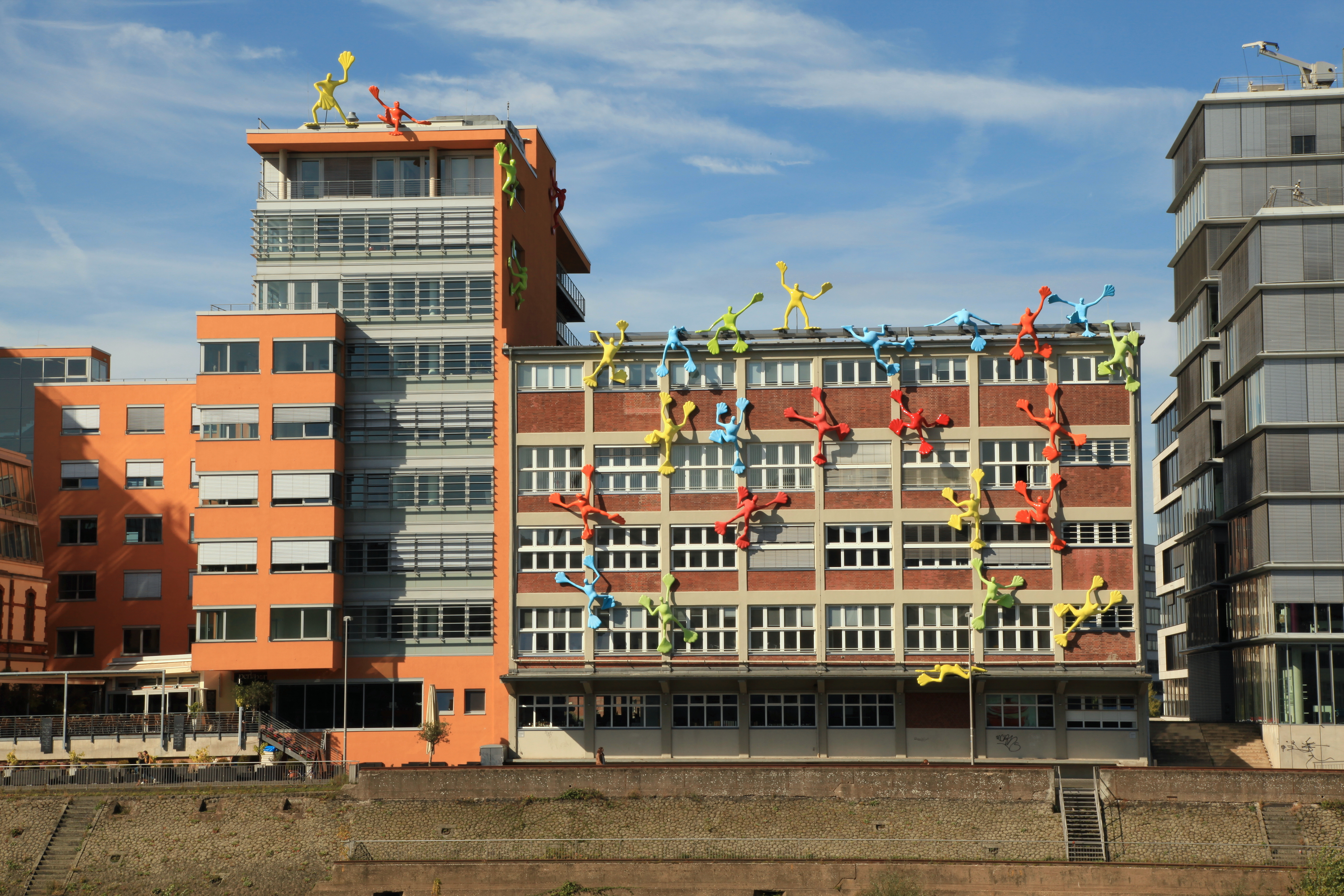
Rheinseitige Ansicht des Roggendorf-Hauses.

Das Roggendorf-Haus, umgangssprachlich auch das „Flossi-Haus“ genannt, ist ein in der Speditionstraße 15a im Düsseldorfer Hafen gelegenes ehemaliges Speichergebäude. Es war von der bis 1996 bestehenden Josef Roggendorf Lagerhaus GmbH errichtet und genutzt worden.
Eigentümerin des Gebäudes mit einer Fläche von 2100 m² ist die Landeshauptstadt Düsseldorf, die seit 2015 hiervon 1000 m² auf der dritten und vierten Etage für ihre Initiative „STARTPLATZ Düsseldorf“ als Start-up-Zentrum mit Serviceangeboten für junge Unternehmen unter einem Dach bereitstellt.

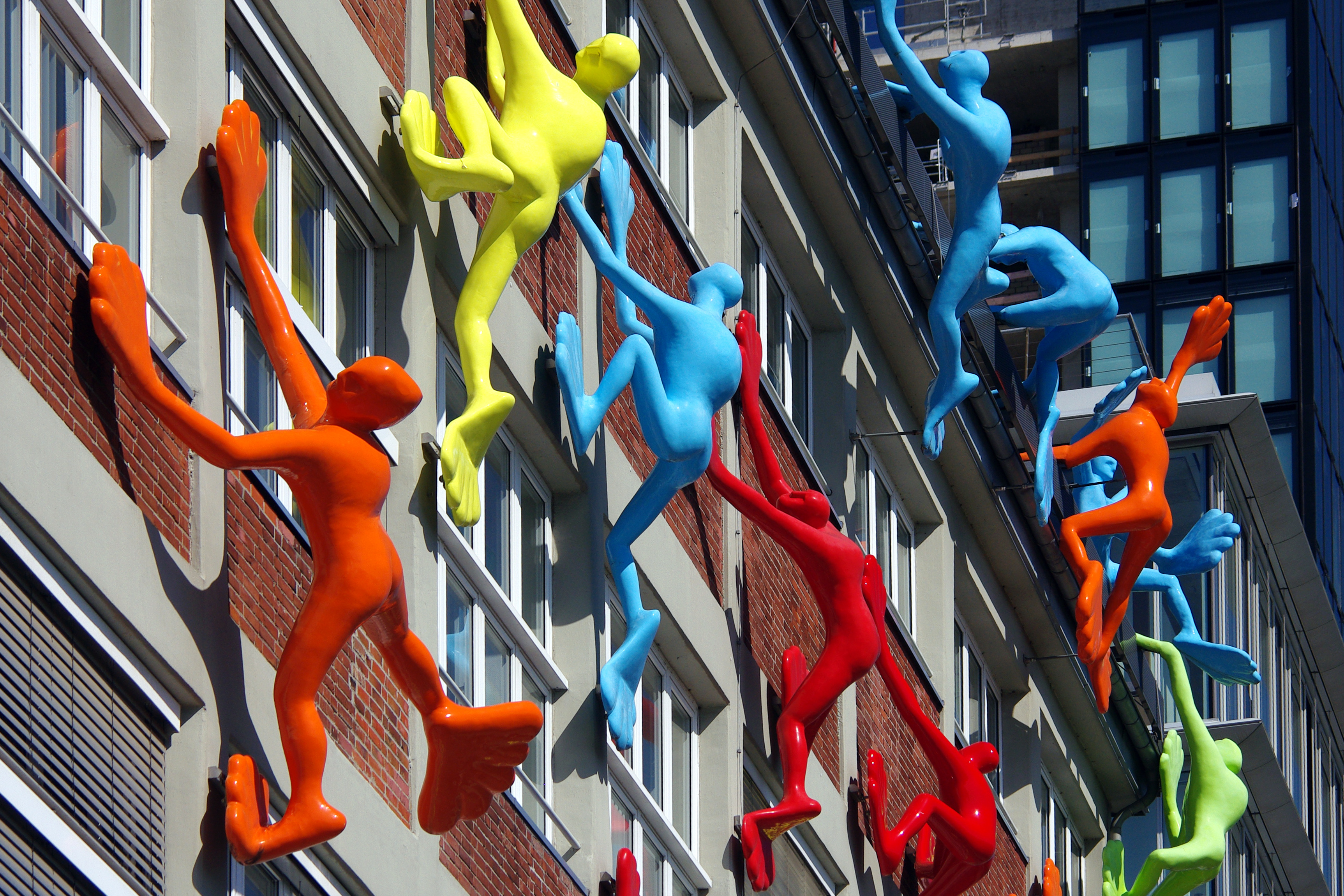
Nahaufnahme einiger Flossis.

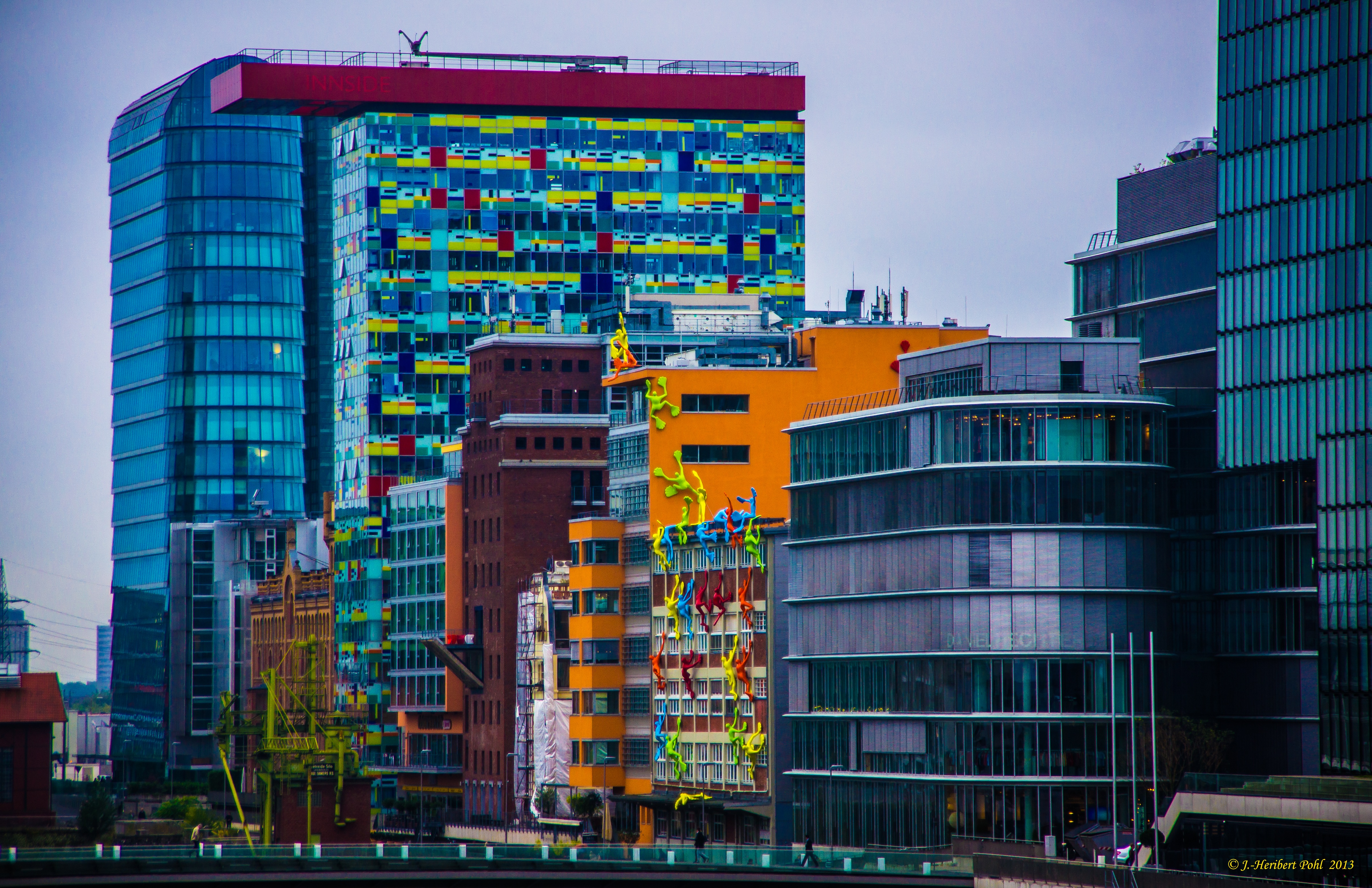
Gebäude-Ensemble entlang des Julo-Levin-Ufers im Medienhafen.

Die Fassade war mit 24 Flossi-Kletterskulpturen der Stuttgarter Künstlerin rosalie in den Farben gelb, grün, rot und blau bestückt; fünf weitere erklettern das vom Julo-Levin-Ufer aus gesehen linke Nachbargebäude bis auf das Dach. Jedes Flossi ist ein Unikat, differenziert in unterschiedlicher Haltung und formaler Gestaltung. Die Figuren sind bis zu 4,2 Meter hoch und 2,5 Meter breit und verteilen sich auf eine Fassadenfläche von insgesamt etwa 800 m². 1998 waren die kletternden Figuren erstmals an der Fassade des NRW-Forums Düsseldorf am Rhein zu sehen, anlässlich der Eröffnung des dort beheimateten Deutschen Kunststoff-Museums und der Ausstellung Kunst und Kunststoff. Im März 2002 schenkte das Unternehmen Klüh Service Management der Landeshauptstadt Düsseldorf diese Figuren. Nachdem eine Kernsanierung des Speichergebäudes 2001 gerade abgeschlossen worden war, ließ die Stadt die Figuren an seiner Fassade anbringen.
Sie waren jedoch 2018 so stark in die Jahre gekommen, dass sie witterungs- und altersbedingt zu zerbrechen drohten. Die Wahl der angewendeten Materialien war nicht für eine dauerhafte Installation im Außenbereich ausgelegt. Zusätzlich zu Korrosion und erheblicher Eigengewichtszunahme durch Wassereinlagerungen hatte sich das Material teilweise zersetzt. Um Unfälle zu vermeiden, ließ das Kulturamt sie im Mai demontieren und einlagern. Eine Rückkehr der Figuren oder eine alternative Verwendung sind ungewiss.
Eine Überprüfung und etwaige Reparatur der Flossis sollte mindestens bis 2019 dauern. Die Kosten für Demontage und Transport der bunten Figuren mit einem Gewicht von je 150 Kilogramm wurden mit rund 17.500 Euro veranschlagt. Die Flossis wurden schließlich 2018 demontiert. Auch im Jahr 2022 wurde aber noch nicht mit ihrer Sanierung begonnen. Die Flossis sind so bis heute aus dem Stadtbild verschwunden.